# Gáspár Máté
Gáspár Máté (Budapest, 1973. május 24.) magyar színházvezető, kulturális menedzser, egyetemi tanár. Számos színházi vezetéssel és fejlesztéssel kapcsolatos javaslat kidolgozója. A Krétakör Színház majd 2008 után a Krétakör ügyvezetőjeként részt vett a rendszerváltozás utáni magyar színház egyik legmeghatározóbb és legsikeresebb alkotóműhelyének stratégiai és művészeti irányításában. 
2010-től az Open Society Institute Arts and Culture programjának vezetőhelyettese.

## Tanulmányai
1991 - 1993 között színházi tanulmányokat folytatott a párizsi VIII-as számú egyetemen, majd az ELTE Bölcsészettudományi Karán szerzett diplomát magyar irodalom és francia szakon.
Közben drámapedagógiai kurzust végzett, és éveken keresztül dolgozott diákszínjátszó csoportokkal, illetve pedagógusokkal. Előadásokat rendezett és maga is több színházi gyakorlaton vett részt itthon és Franciaországban. 2008-tól a Színház- és Filmművészeti Egyetem doktori képzésében vesz részt. 2007-2020 között az intézmény oktatója, osztályvezető tanára volt.

## Munkái
Alapító főszerkesztője volt a Pesti Est Súgó programmagazinnak.
1998 őszén csatlakozott a Krétakör Színházhoz, előbb mint produkciós vezető, később mint ügyvezető. Elsősorban neki köszönhető a Krétakör üzleti és gazdasági stratégiájának kidolgozása. A Krétakör munkájában a 2008-as szerkezeti váltást követően is részt vett 2010-ig, továbbra is ügyvezető igazgatóként. 
Tanított a Werk Akadémián, a Veszprémi Egyetem színháztudományi szakán, a Színház- és Filmművészeti Egyetemen és a Moholy-Nagy Művészeti Egyetem Elméleti Intézetében. 
2004 és 2008 között tagja az NKA Színházi Kollégiumának.
2010-től az Open Society Institute Arts and Culture programjában a Roma Kulturális Program vezetője.
2023-ban benyújtotta jelentkezését az Örkény István Színház igazgatói posztjára. 2024. szeptember 1-től az Örkény Színház stratégiai igazgatója.
2025. március 1-től az Örkény Színház igazgatója.

## Díjai
- Magyar Köztársasági Arany Érdemkereszt (2007)
- Gundel művészeti díj (2008)
- Hevesi Sándor-díj (2008)

## Külső hivatkozások
- Gáspár Máté a PORT.hu-n (magyarul)
- Krétakör Archívum
- Open Society Institute